# Arraye-et-Han

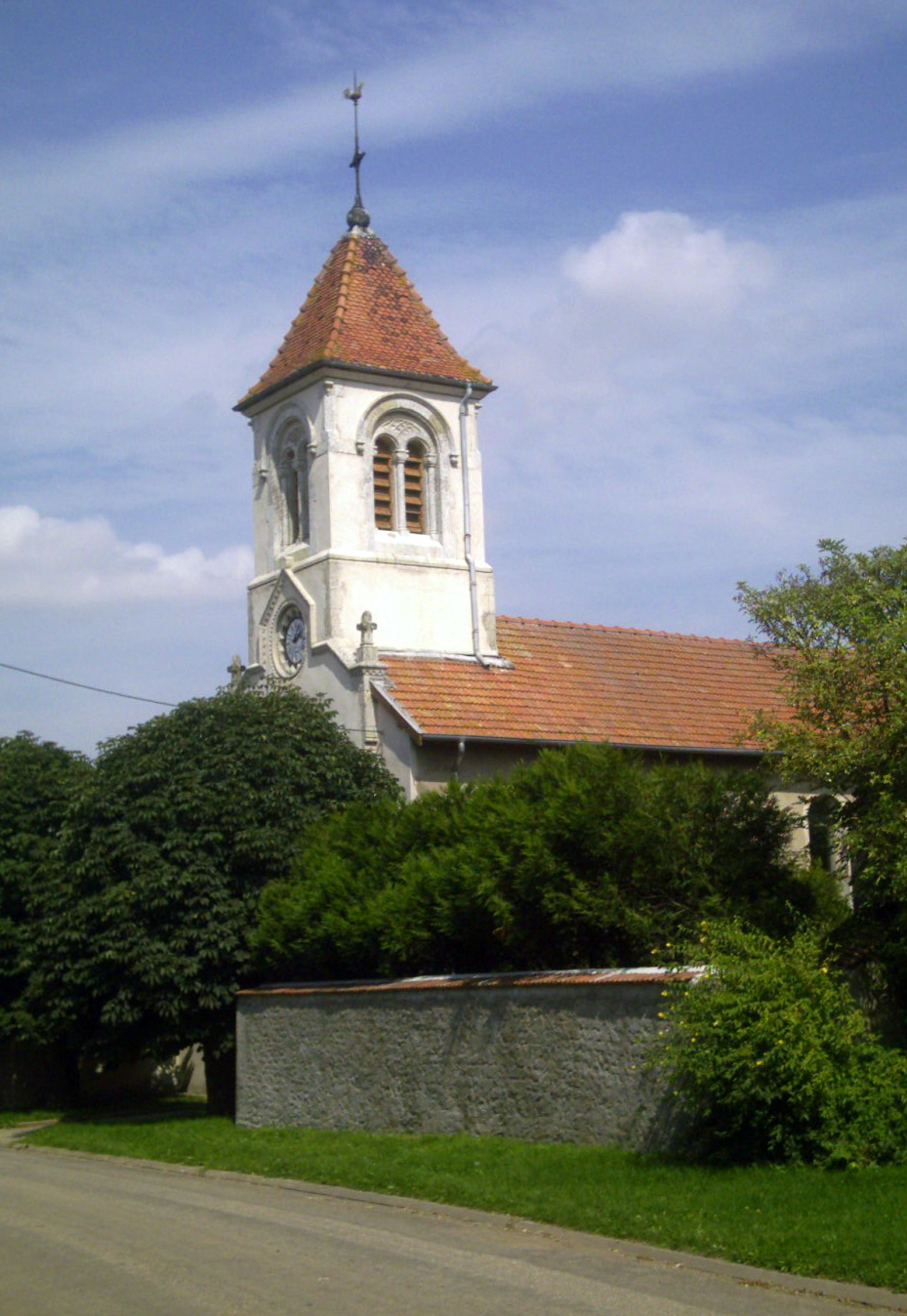
Kaplica św. Piotra (2008)

Arraye-et-Han – miejscowość i gmina we Francji, w regionie Grand Est, w departamencie Meurthe i Mozela.
Według danych na rok 1990 gminę zamieszkiwało 319 osób, a gęstość zaludnienia wynosiła 31 osób/km² (wśród 2335 gmin Lotaryngii Arraye-et-Han plasuje się na 731. miejscu pod względem liczby ludności, natomiast pod względem powierzchni na miejscu 585.).

## Populacja

Populacja Arraye-et-Han w latach 1962–2008